# Bernt Notke
Bernt Notke (fil), född cirka 1440 i Lassan, död 22 maj 1509 i Lübeck, var en mecklenburgsk målare och skulptör. Han anses vara en av senmedeltidens mest betydande konstnärer i Nordeuropa.
Enligt traditionen ska Notke 1484 ha kallats till Sverige på uppdrag av Sten Sture den äldre för att utföra skulpturgruppen Sankt Göran och draken som ett monument över riksföreståndarens seger i slaget vid Brunkeberg 1471. I nyare forskning hävdas dock att verket inte är skapat av Notke utan är ett nederländskt arbete av en okänd skulptör.

## Biografi
Bernt Notke var son till den förmögne köpmanen och skeppsredaren Michael Notke och dennes gotländska hustru Gertraut Saffenbergh. Om Notkes barndom och ungdomstid är inte mycket känt. Han föddes troligen omkring år 1440 i staden Lassan i  Mecklenburg. Några år senare flyttade familjen till faderns hemland Flandern, som på den tiden var norra Europas ledande konstcentrum. I Flandern gick Notke i skola och arbetade tidvis i den berömde textilkonstnären Pasquier Greniers ateljé i Tournai, söder om Bryssel.
I början av 1460-talet slog sig Notke ned i Hansestaden Lübeck i norra Tyskland. Det äldsta kända dokumentet som rör Notke under tiden i staden är en skrivelse daterad till 1467. I dokumentet benämns han som "Målaren Bernt Notke" vilket tyder på att Notke blivit målarmästare i stadens skrå. Som skråreglerna krävde var Notke gift, fastän inga uppgifter har bevarats om hans hustru.
Notke var mycket produktiv under sin karriär och fick stort inflytande i de tyska furstendömena, Danmark och Sverige. Han arbetade med en expressionistisk sengotisk stil och hans verk vann stor berömmelse för sin detaljrikedom. Under de första tio åren i Lübeck bodde Notke vid en gata i de enklare kvarteren, men i takt med att hans inkomster ökade kunde han 1479 köpa sig ett stenhus vid den förnäma Breite Strasse.
År 1484 bosatte sig Notke tillfälligt i Sverige, troligen på inbjudan av riksföreståndaren Sten Sture den äldre. Under sin vistelse i landet tillverkade han bland annat den berömda trästatyetten av kung Karl Knutsson Bonde som idag finns på Gripsholms slott, och Stockholms storkyrkas stora krucifix. Åren 1484–1497 var han även anställd som myntmästare i Stockholm.
Efter hemkomsten till Lübeck blev Notke 1505 verkmästare (Werkmeister) vid stadens Petrikyrka, som han fick i uppdrag att dekorera med sina sniderier.
Bernt Notke avled drygt 69 år gammal den 22 maj 1509.

## Bevarade verk
Endast ett fåtal av Notkes verk har överlevt till våra dagar. I Helgeandskyrkan i Tallinn finns ett altarskåp från 1483 utfört av honom och hans målning Dödsdans (Surmatants) som tidigare hängde i Tallinns Nikolaikyrka finns nu att beskåda på Estlands konstmuseum. I Lübeck finns ett flertal pjäser bevarade, däribland ett Lukasaltare och ett Johannesaltare, det senare daterat 1496. I stadens domkyrka finns dessutom ett bevarat triumfkrucifix utfört av Notkes verkstad år 1477. I Danmark finns Notke representerad bland annat i Århus domkyrka, vars altartavla utfördes av honom 1479.
Den mest berömda skulpturen som tillskrivs Notke är Sankt Göran och draken som står i Storkyrkan i Gamla stan i Stockholm. Enligt traditionen beställde den svenske riksföreståndaren Sten Sture den äldre skulpturgruppen av Notke, för att hylla sin seger över danskarna i slaget vid Brunkeberg 1471. Det är dock omtvistat huruvida konstverket är skapat av Notke eller ej.

Urval av bevarade verk av eller tillskrivna Bernt Notke
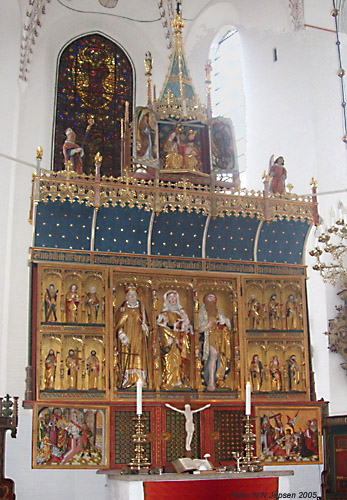
Framsidan av Bernt Notkes altartavla i Århus domkyrka.
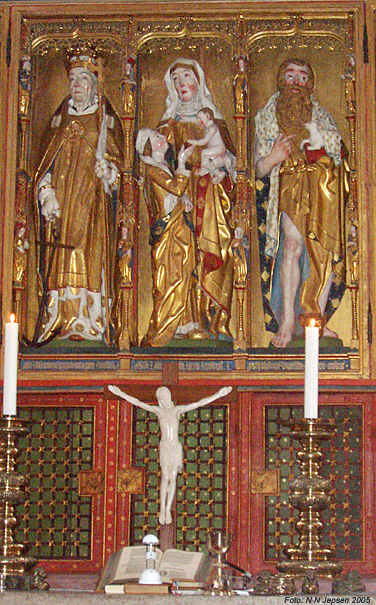
Mittpartiet av altartavlan i Århus
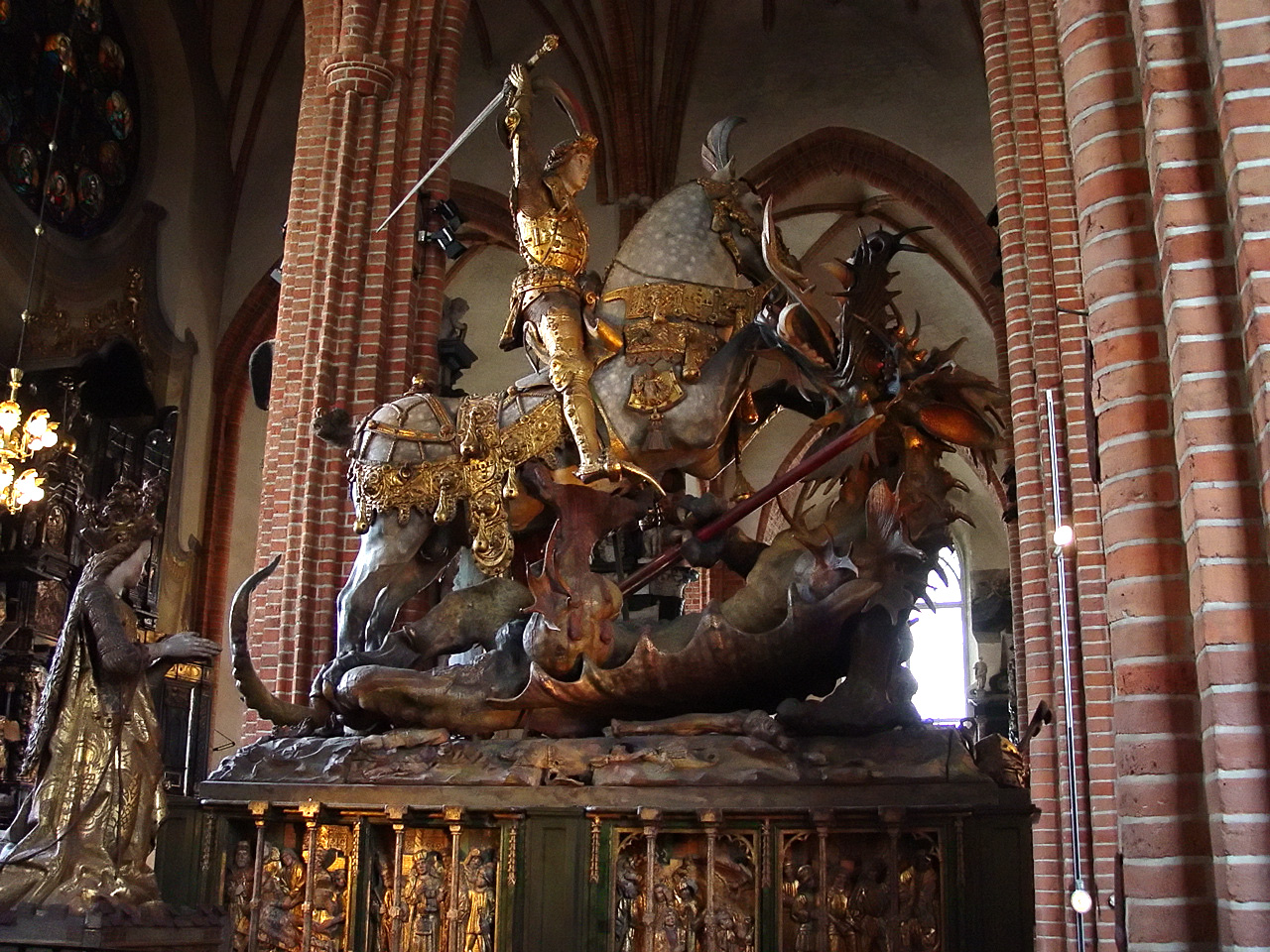
Sankt Göran och draken i Storkyrkan i Stockholm som enligt traditionen ska ha utförts av Notke.
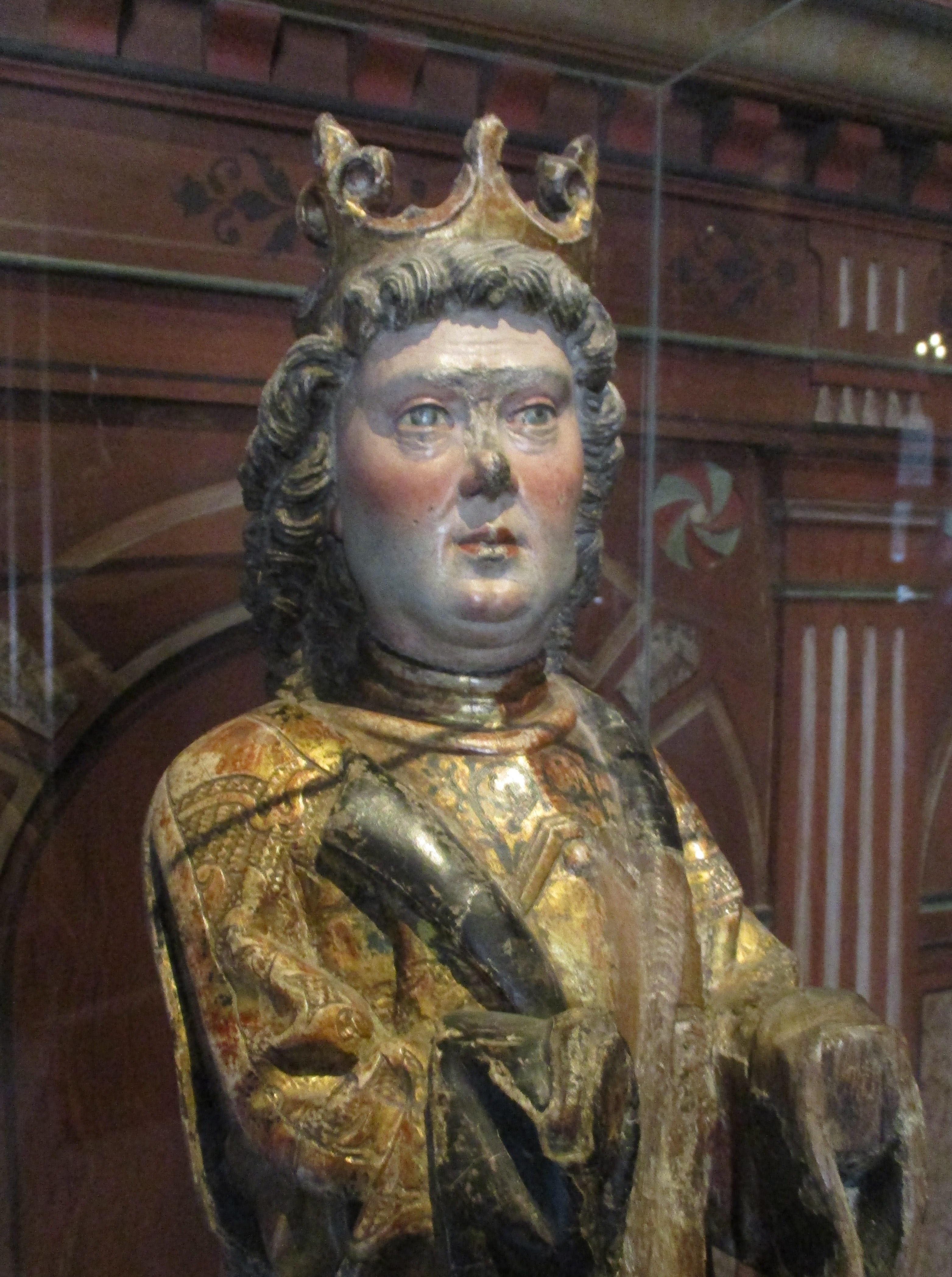
Trästatyet av den svenske kungen Karl Knutsson tillskriven Notke. Gripsholms slott.
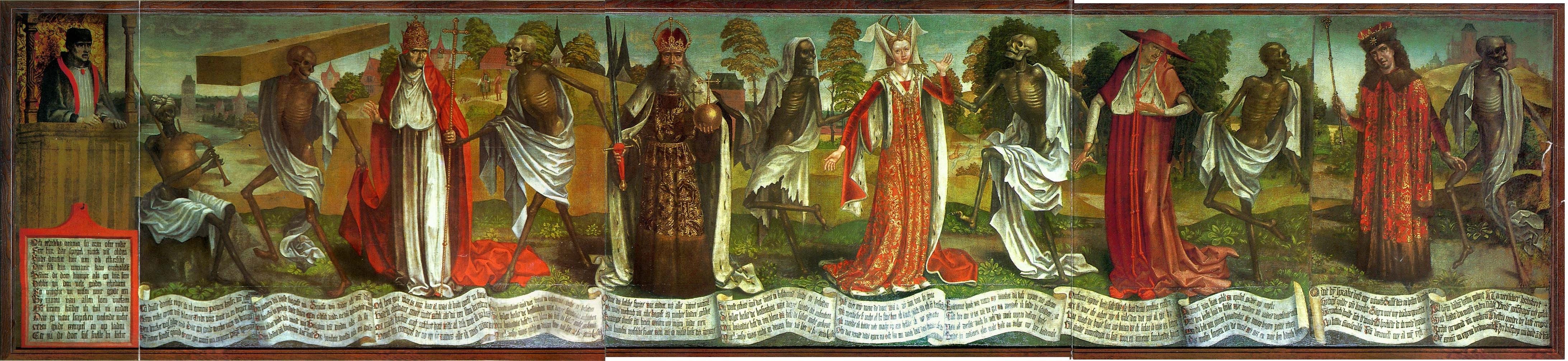
Målningen Dödsdans utförd av Notke mellan 1475 och 1499. Estlands konstmuseum.
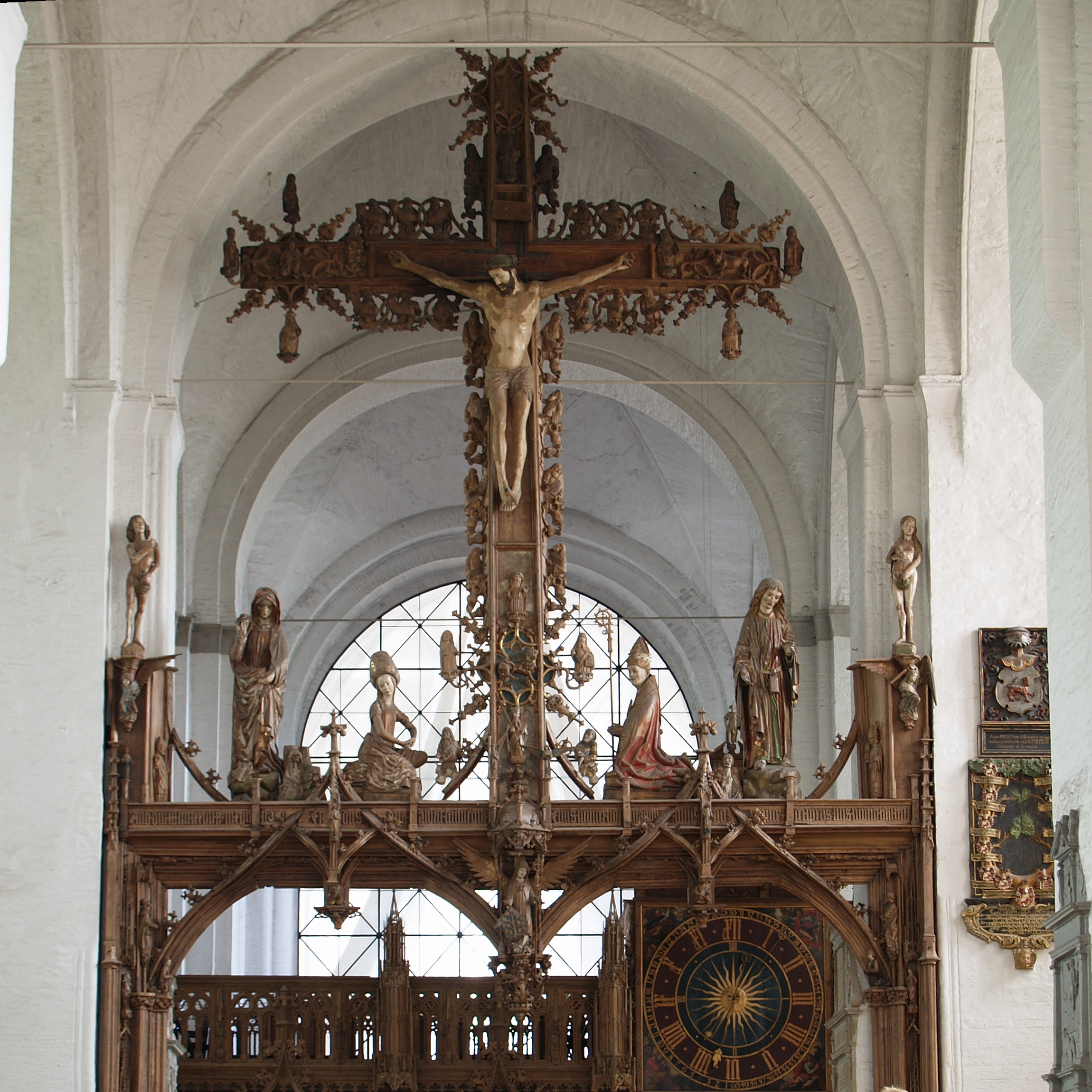
Triumkrucifix i Lübecks domkyrka utfört av Notkes verkstad år 1477.